# 伊丹市立天王寺川中学校
伊丹市立天王寺川中学校（いたみしりつ てんのうじがわちゅうがっこう）は、兵庫県伊丹市鴻池3丁目にある公立中学校。
校名の由来となった天王寺川は、西に隣接して流れている。

## 沿革
- 1970年（昭和45年）4月 - 伊丹市立天王寺川中学校創立。
- 1980年（昭和55年）4月 - 伊丹市立荒牧中学校を分離。

## 校区
- 伊丹市立桜台小学校
- 伊丹市立池尻小学校の校区の一部
- 伊丹市立鴻池小学校

## 著名な出身者
- 田中総司（元プロ野球選手）
- 鈴衛佑規（元プロ野球選手）
- 中島裕之（プロ野球選手） - 埼玉西武ライオンズ→オークランド・アスレチックス→オリックス・バファローズ→読売ジャイアンツ
- 山崎勝己（元プロ野球選手）
- 匠ひびき（女優） - 元宝塚歌劇団73期生
- 杉本美樹（タレント）
- 石田靖（お笑いタレント）
- 梶村祐介（ラグビー選手）

## 周辺
- 伊丹市立伊丹スポーツセンター
- スーパービバホーム伊丹店
- オアシスタウン伊丹鴻池店（雪印メグミルク旧関西チーズ工場跡地に2017年7月4日開業）

## 通学区域が隣接している学校
- 伊丹市立松崎中学校
- 伊丹市立西中学校
- 伊丹市立東中学校
- 伊丹市立荒牧中学校
- 宝塚市立安倉中学校
- 宝塚市立高司中学校
- 西宮市立甲武中学校
- 尼崎市立常陽中学校